# 닌자

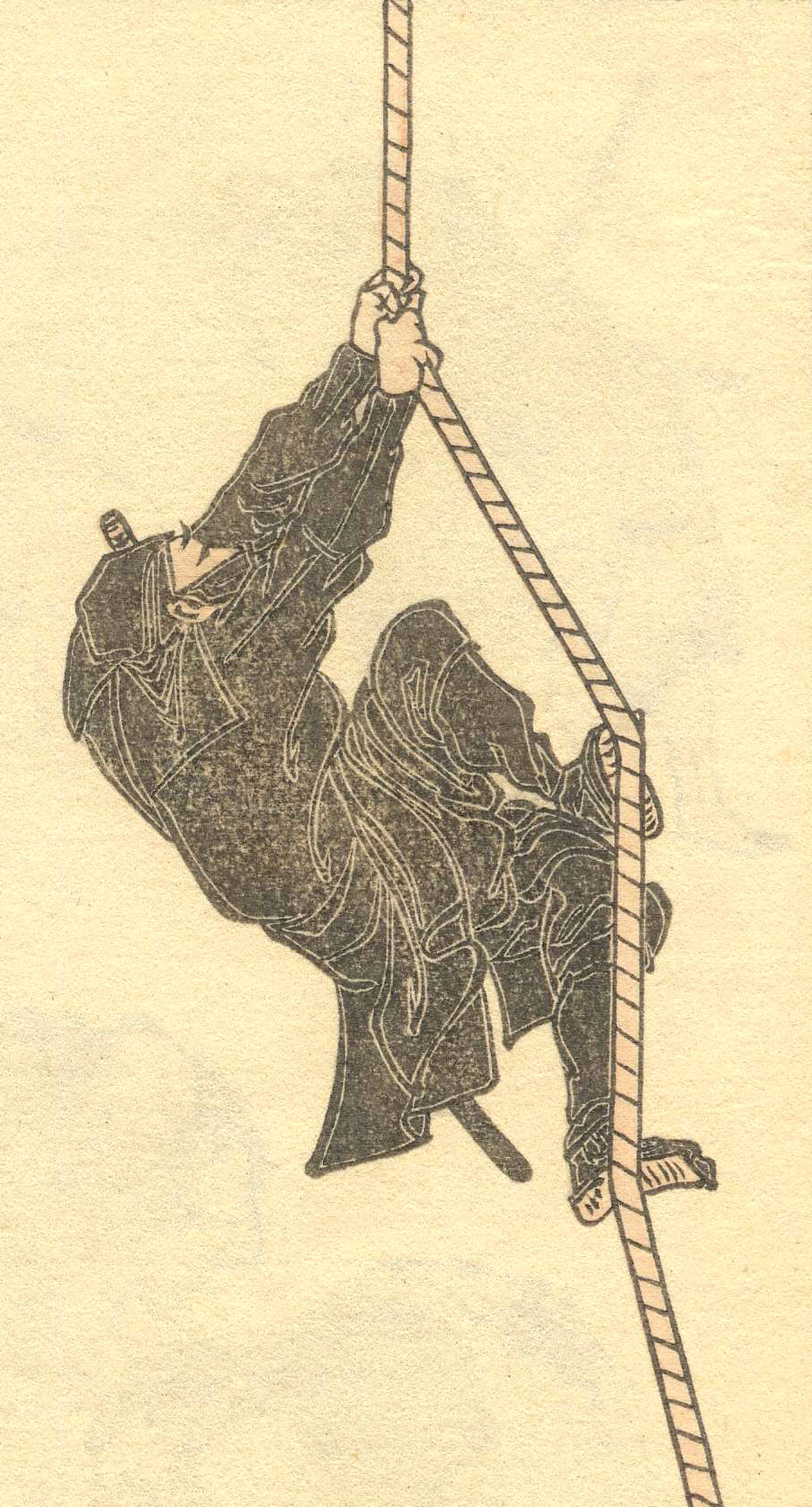
가쓰시카 호쿠사이가 그린 닌자

닌자(일본어: 忍者)란 가마쿠라 시대에 최초로 등장하여 메이지 유신 직전까지 활동하였던 일본의 특수 전투 집단을 말한다. 이들은 주로 다이묘의 휘하에 소속되기도 하였으며, 이들의 임무는 첩보, 파괴, 침투, 음모, 암살 등이다. 이들이 사용하는 전술은 일본 국내에서뿐만 아니라 세계적으로도 잘 알려져 있다. 이들은 변장과 은신, 암살, 교란, 추리, 침투, 위장술에 아주 능통한 달인으로서, 자신들의 모습을 숨기기 위해 얼굴에 가면, 복면, 인피면구 등을 쓰거나 변장하기도 했었다.
닌자들은 얼굴, 눈, 또는 입을 가리는 등 여러 가지 형태의 복면을 사용하였으며, 속옷으로 메쉬 티를 입었다고 전해진다. 그리고 이들은 닌자도(忍者刀), 수리검(手裏劍 : 십자 또는 봉 형태의 표창), 쇄겸(鎖鎌 : 사슬낫), 만력쇄(萬力鎖 : 추가 달린 사슬무기), 바람총(독침을 입으로 부는 총) 등 온갖 다양한 무기들을 다룰 뿐 아니라 독, 미혼향(迷混香 : 마취제)을 사용하기도 하였다.

## 개요

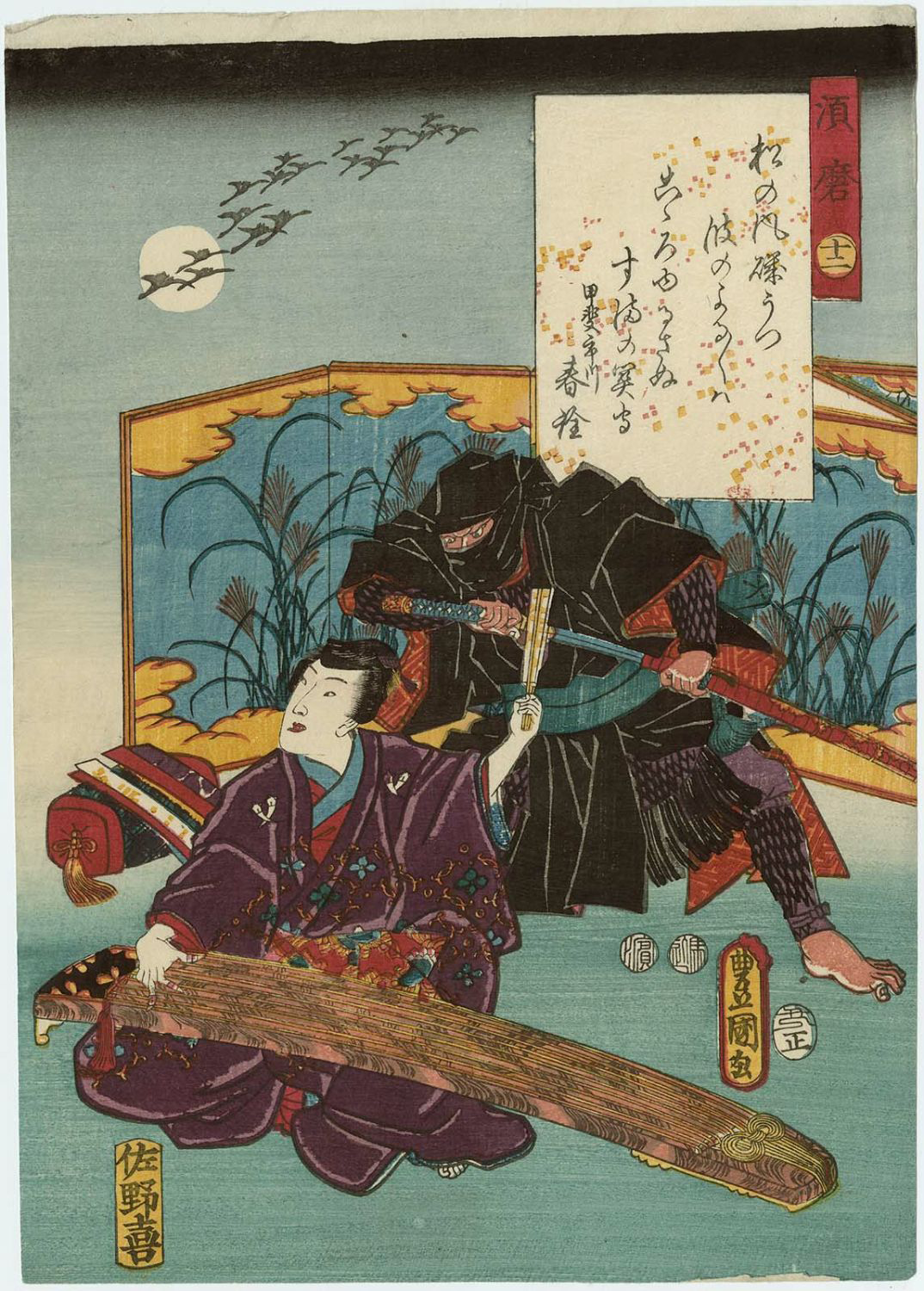

닌자들의 규칙 중 하나는 자신의 정체를 드러내면 안 된다는 점인데 닌자들은 그래서 항상 복면을 쓰고 다니고, 만약 들키면 비밀을 적에게 발설하지 않기 위해서 스스로 혀를 깨물고 자결을 하거나 물에 빠져 비밀을 지키려고 했다. 닌자들은 각종 특수한 공작활동을 하는 집단인 데다가 자신의 정체를 드러내면 안 된다는 점 등의 극적 요소 때문에 각종 창작물에 많이 등장하게 되었으며, 일본의 닌자 마을에서 닌자 관광상품으로 활용되고 있다.
닌자는 이제 일본의 공상만화영화에서나 주로 등장하는 캐릭터일 뿐만 아니라, 일본의 역사적 실체로서, 전국시대부터 메이지 유신 전까지 교토, 오사카 등지를 중심으로 활약하였으며, 지금까지도 일본열도를 상징하고 대표하는 캐릭터로 남아 있다.
닌자들과 인술은 1192년 가마쿠라 막부 설립과 동시에 제창된 이래 메이지 유신이 완료된 1871년까지 약 680년을 번창했다. 1871년 폐번치현 이후 닌자는 정부조직에 일부가 편입되어 2차 세계대전이 종전되는 1945년까지 일본 제국 직속 첩보조직으로 활동하였다. 민중적 관점이 심했던 과거에는 닌자들이 다소 미화되기도 했다. 그러나 최근에는 사무라이와 닌자 모두 긍정적, 부정적인 과장이 있으나 닌자의 나라처럼 닌자들을 역사적 근거에 따라 미개하며 비천한 존재로 묘사하는 작품들도 나오고 있다.

## 인물
- 핫토리 마사나리
- 후마 고타로

## 유파
닌자는 1870년 기준 70여개가 넘는 유파가 존재했으며 각 유파마다 고유 특징이 있다.
- 이가(伊賀)집단 : 그 두령인 핫토리 한조는 닌자로서 가장 유명해진 인물이다. 본디 닌자는 자신의 이름이 알려져서는 안되는 신분이라는 점에서 아이러니한 부분이 있다. 이 핫토리 한조는 이가닌자의 두령이며 동시에 도쿠가와 이에야스의 가신이다.

- 풍마(風魔)집단 : 그 두령은 후마 코타로이며 풍마닌자는 주로 기마를 많이 활용한 기마닌자로서 명성을 떨쳤다. 하지만 에도 막부에 의해서 진압당했다.

- 코가(甲賀)집단

- 사이카(雜賀)집단

- 고토(五島)집단

- 후도(不動)집단

- 랏파(乱破)집단 : 다케다 신겐의 휘하 닌자.

- 노키자루(担猿)집단 : 우에스기 겐신의 휘하 닌자.

- 슷파(素破)집단 : 이마가와 가문의 휘하 닌자.

## 계급
닌자들도 조직 내에서는 각자의 계급이 있었다.
- 죠닌(じょうにん, 上忍) : 닌자의 상위계급으로, 주로 일종의 참모격이다. 이들은 작전계획을 하며 작전에 투입되진 않는다. 경찰로 말하자면 경무관 이상, 군대로는 장성급 장교(준장 이상)에 해당한다. 그 숫자는 정말로 극소수인데다, 사회적 신분 역시 매우 높아서 다이묘에 준한다. 실존 인물 중에서는 이가닌자 제2대 두령을 역임한 핫토리 마사나리가 죠닌으로 도쿠가와 이에야스 휘하의 최측근 16신장 중 한 명이었다. 그 숫자는 지극히 제한적이기 때문에 각 문파의 두령만 죠닌이었다.
- 쥬닌(ちゅうにん, 中忍) : 닌자의 중간계급으로, 경찰로 말하자면 경감~총경, 군대로는 영관급 장교(소령~대령)에 해당한다. 쥬닌과 게닌만 작전에 투입되는데 게닌을 지휘하는 역할을 한다.
- 게닌(げにん, 下忍) : 닌자의 하위계급으로, 가장 기본적인 작전을 실행하는 역할을 한다. 경찰로 말하자면 의경~경위, 군대로는 이등병~위관급 장교에 해당한다. 닌자의 십중팔구는 평생 게닌으로 살았다고 한다.

## 훈련
닌자들은 임무 수행을 위해 골법(닌자 무술), 1분 안에 10명 이상 제압 가능한 무술 연마(체포 당할 경우를 대비한 방어책), 땅파기, 나무타기, 수영(주로 잠영), 궁술, 기마술(주로 풍마류), 조총 사격술, 은신술 등을 익힌다. 또한 닌자들은 야생에서 나는 식물들을 판별하는 법을 익혀서 자급자족을 가능하게 했으며 닌자들 대부분은 약초와 독초를 판별하는 능력을 갖고 있다. 
골법(ja) 은 닌자들이 익히는 무술로 적의 관절과 급소를 공격하여 적을 단번에 무력화시키는 무술이다. 주로 사용하는 무술이라기 보다는 일종의 호신술로 체포 당할 경우를 대비하기 위해서 익혔다. 골법은 지극히 현실적인 무술로 손을 다칠 것을 우려하여 주먹을 거의 사용하지 않으며 주로 손바닥이나 손날 공격으로 손기술을 구사한다.

## 닌자들이 사용한 무기
현실에 주로 존재하는 무기가 있는가 하면, 현실에 존재하지 않는 닌자의 무기들도 등장한다. 닌자 역시 사무라이처럼 닌자도라는 닌자용 도검를 소지하고 다녔는데 닌자도는 사무라이들이 사용하는 날이 초승달처럼 휘어진 일본도와는 달리 날이 일직선인 직도(直刀)인데, 후대의 창작물에서 등장한 닌자들은 직도를 쓴다고 한다. 하지만 실제 작전에서는 닌자도가 아니라 지팡이로 위장한 칼인 시코미즈에(仕込み杖)를 쓴다. 닌자는 현대로 치면 스파이인데 그 시대상 직도가 닌자의 무기였다면 "나 스파이요."하고 말해주고 다니는 꼴이된다.

### 현실 속의 닌자 무기
- 닌자도, 수리검, 바람총
- 명령을 전달하는 작은 나팔이나 얇은 피리

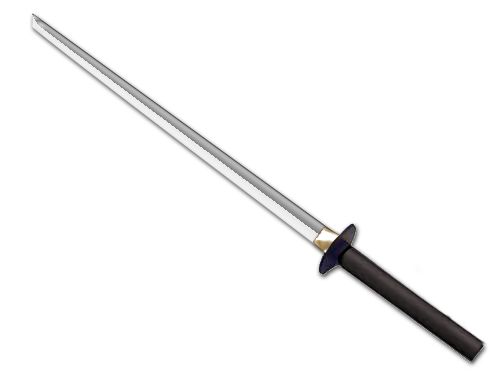
닌자도의 모습.

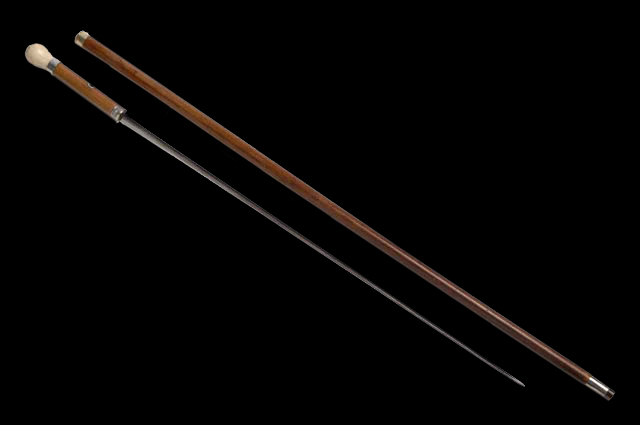
시코미즈에(仕込み杖)의 모습.

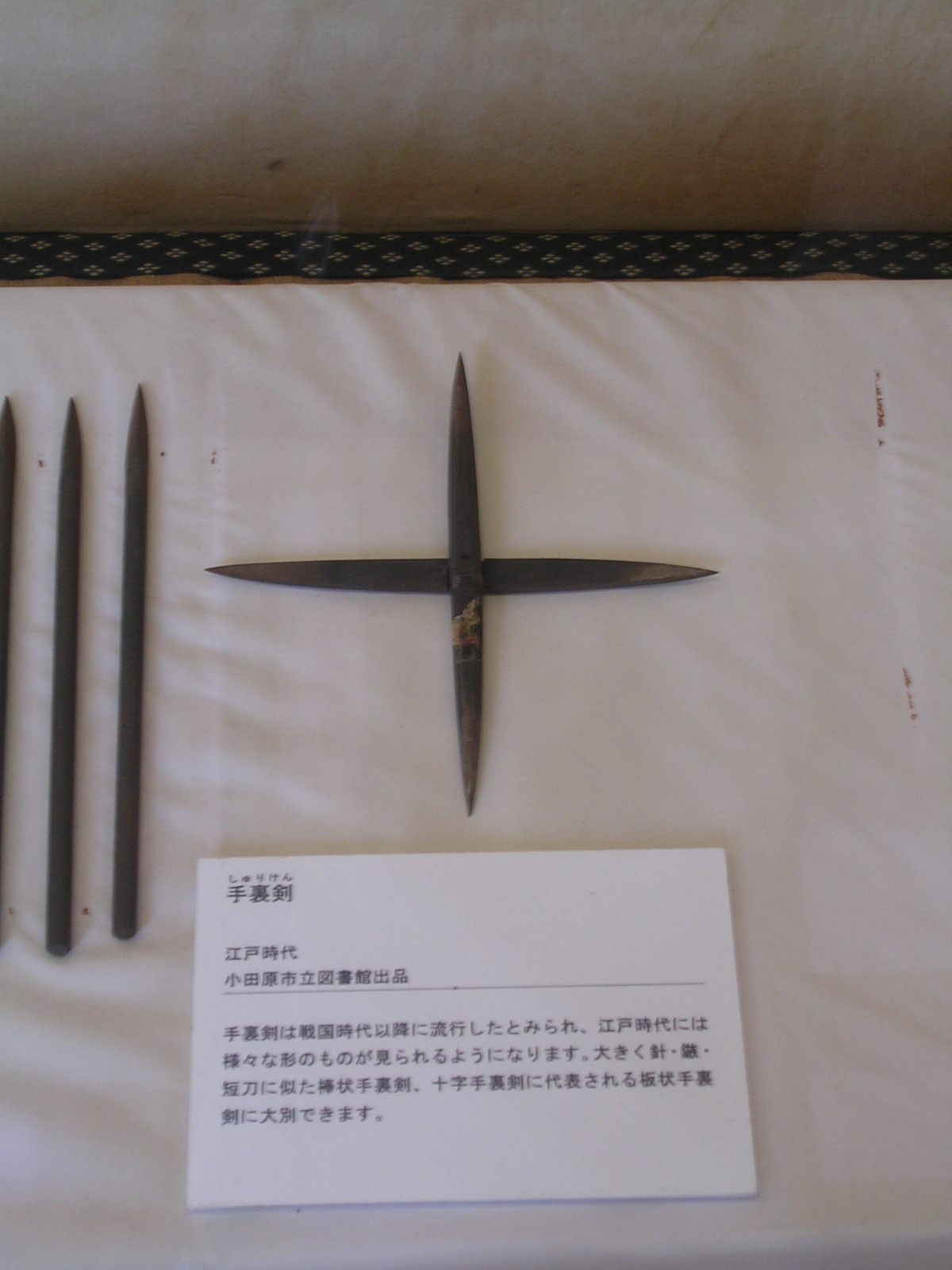
오다와라성 박물관에 전시된 수리검

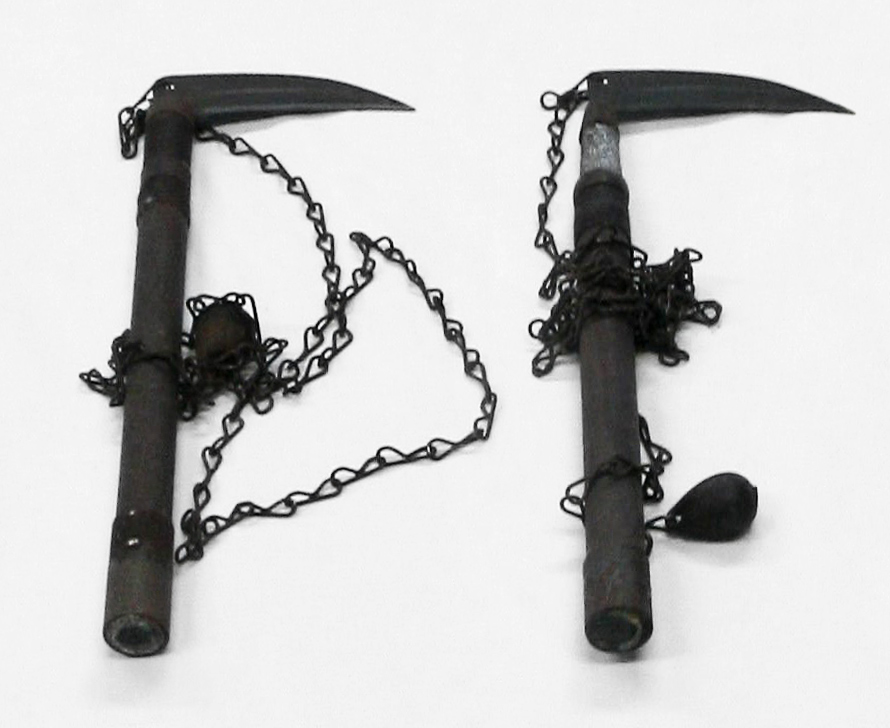
사슬낫 센코쿠 시대의 닌자 시시도 바이켄이 이 무기의 명수였다.

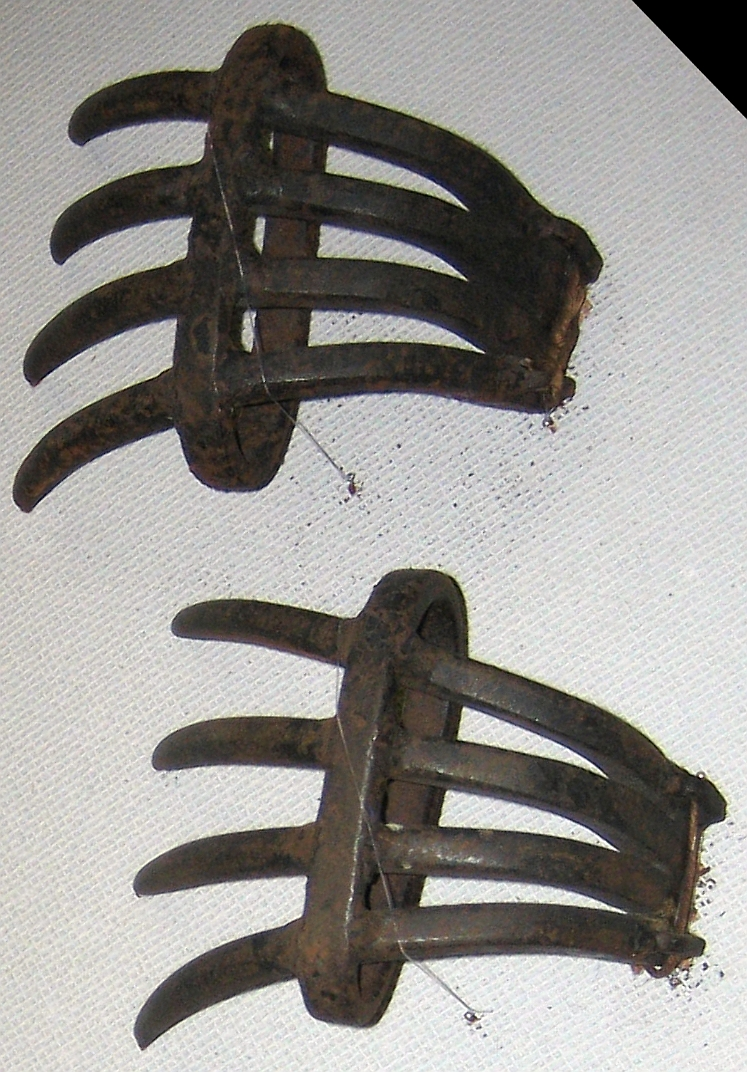
수갑구. 주로 성벽을 기어오를 때 썼다고 하며,유사시에 무기로도 사용이 가능하다.

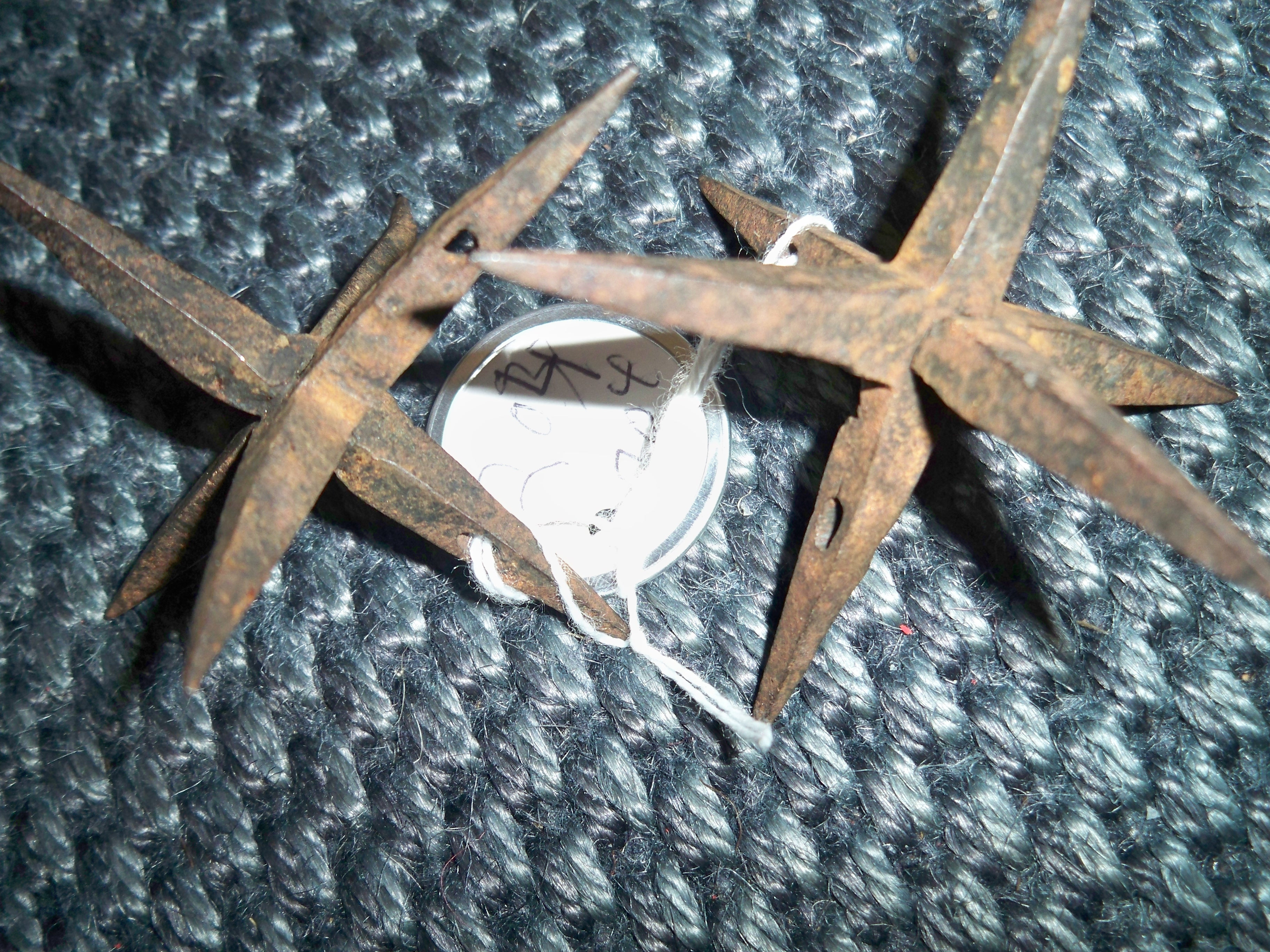
마름쇠

## 대중문화 속의 닌자
- 아크 더 래드 시리즈 - 시리즈의 대부분에 닌자가 등장. 또, 「2」로부터 등장하는 슈우의 설정도 닌자이다.
- 이가 인법첩 시리즈
- 이닌도
- 위저드리
- 월드 히어로즈 시리즈-한조(복부반장), 푸마코다로(풍마소태랑)
- 워저드 - 지팡의 닌자 무쿠로가 등장한다.
- 이리와요 동물의 숲
- 그림자 전설
- 힘내라 고에몽 시리즈
- 캡틴 코만도
- 더 킹 오브 파이터즈 시리즈 - 엔디 보가드, 시라누이 마이, 키사라기 에이지(용호의 권 2에도 등장)
- 드래곤 닌자
- 최후의 인도
- 블룬스 TD 5- 닌자 몽키
- 사무라이 스피리츠 (사무라이 쇼다운, SAMURAI SPIRITS) - 핫토리 한죠,갈포드
- 토탈워(쇼군 토탈워, Shogun Total War) - 특수유닛중 닌자가 있다.
- 시노비
- 스트라이더 비룡
- 스트리트 파이터 시리즈-가이(파이널 파이트, 스트리트 파이터 제로, 스트리트 파이터4(차기출연예정)
- 전국 사이버 후지마루 지옥변
- 타이코 입지전 시리즈
- D.C.II P.S. ~다카포II~ 플러그 시츄에이션 - 은폐 히로인에게 닌자가 있다.
- 초양섬인 하루카
- 테일즈 오브 판타지아
- 테일즈 오브 심포니아
- 데드 오어 얼라이브 시리즈
- 천주 시리즈
- 닌자 어썰트 - 플레이어가 조작하는 닌자 2명 외에 쇼군 키가이 수하의 어둠의 쿠로닌자(黒忍者)들과 쿠로사무라이(黒時)들이 대다수 등장한다.
- 닌자 용검전 (NINJA GAIDEN)
- 닌자 용검전 시그마 (NINJA GAIDEN Σ)
- 닌자 용검전 II (NINJA GAIDEN 2)
- 닌자 용검전 드래곤 소드 (NINJA GAIDEN Dragon Sword)
- 닌자 키즈
- 닌자 아수라의 장
- 닌자 마성의 모험
- 닌자COP 사이조
- 닌자 쟈쟈마루
- 닌자 하야테_-_레이저디스크를 사용한, 액션 게임.
- 닌자 워리어즈 - 2명의 닌자 로봇이 등장한다. 닌자 워리어즈 어게인에서는 격투형의 아오닌자(青忍者)와 표준형의 아카쿠노이치(赤くノ一), 그리고 속도가 빠른 카마이타치가 등장한다.
- 시노비도 이마시메
- 노부나가의 야망 시리즈
- 버추어 파이터 시리즈-카게 마루
- 파워 프로 포켓5 - 모드의 하나에 닌자가 주인공의 것이 있다.
- Hitman2: Silent Assassin - 일본편에 등장, 서브 머신건이나 일본도로 무장하고 있다.
- 파이널 판타지 시리즈 - 작업의 하나에 닌자가 있다.또, 몇 개의 시리즈에서는 몬스터로서 등장하고 있다.
- 베어 너클 시리즈 - 2로 3에 등장.
- 페인킬러 - 게임 중에 마족 몬스터 다크 닌자가 등장한다. 독침이나 칼을 장비한 닌자의 형태를 하고 있으며 일본어도 한다.
- 미타마 ~시노비~
- 미래 닌자
- 드래곤 닌자
- 메탈기어
- 모탈 컴뱃 시리즈
- 용과 같이2 - 오사카 성에 등장.
- 유성의 록맨2
- 홍인 선혈의 춤
- 오로치 무쌍 : 마왕재림
- 리그 오브 레전드 : 쉔, 아칼리, 제드, 케넨 (2013.9.1 현재)
- 섬란 카구라
- 철권 시리즈 : 레이븐
- 메이플 스토리 1 도적계열
- 검은사막-닌자,쿠노이치
- 오버워치-겐지, 한조
- 나루토
- 쾌걸 근육맨 2세 - 더 닌자
- 따끈따끈 베이커리
- 닌타마 란타로(忍たま乱太郎) - 한국방영제목[닌자보이 란타로]
- 레고 닌자고 (애니메이션)
- 꾸러기 닌자 토리
- 귀멸의 칼날 - 우즈이 텐겐
- 고케쓰지 일족 : 사이조 핫토리
- 고스트오브쓰시마 : 사카이 진

## 처우
닌자가 자객으로 침투한 상태에서 비밀을 발설하지 않으려고 자결을 하면 그 닌자의 가족들의 삶을 그 닌자가 모시던 주군이 챙겨 주는 것은 상식이었다. 이것은 무협 세계에서 다른 무인들이 같은 세계에 무인으로서 남은 가족들을 챙겨 주는 것과는 다르다. 대부분의 주군은 무협 세계에 속하지 않을 수도 있는 세력가 임에도, 죽은 닌자가 모시던 존재로서 책임져 준다는 점에서 가족을 보살피는 주체의 성격이 상당히 차이가 나는 것이다. 그리고 상식적으로 닌자가 죽었을 때에는 닌자 본인의 정체가 그대로 모두 드러난다. 그렇게 닌자가 죽으면 지키려던 비밀은 발설되지 않을 수도 있겠지만 주군의 정체까지는 닌자의 가족들에 의해 드러나게 된다.
닌자의 죽음 자체가 공격 중에 엄청난 손실로 다루어지고 그 죽음이 공격일 수는 없었다.

## 같이 보기
- 사무라이
- 쿠노이치 : 여자 닌자를 쿠노이치라 한다.
- 아사신